# Lampedusa e Linosa
Lampedusa e Linosa (Lampidusa e Linusa in siciliano) è un comune italiano di 6 484 abitanti del libero consorzio comunale di Agrigento in Sicilia.
Comune sparso e totalmente insulare, costituisce la municipalità più meridionale d'Italia: il suo territorio coincide con l'arcipelago siciliano delle isole Pelagie, geograficamente appartenente all'Africa.

## Geografia fisica

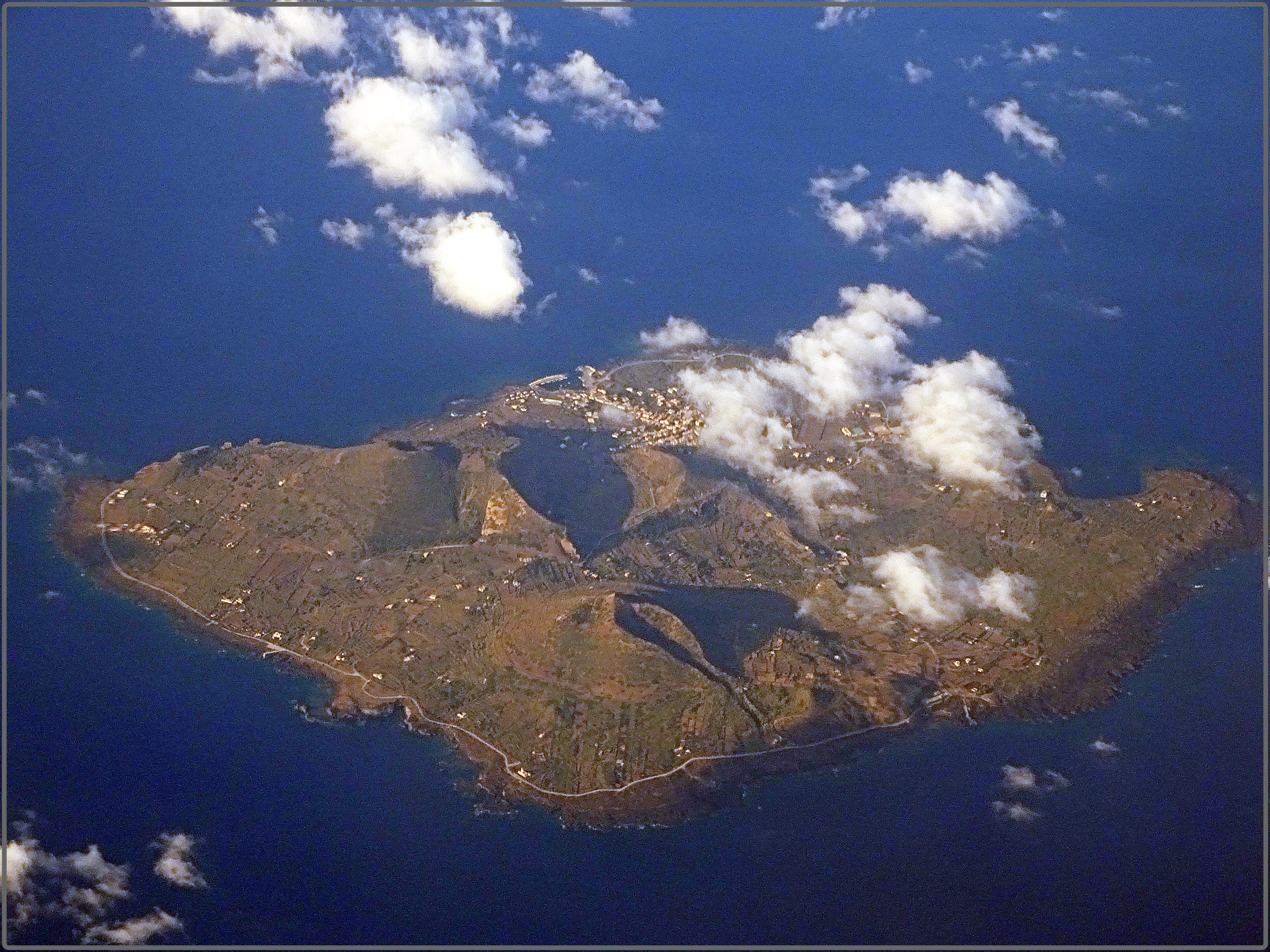
Veduta aerea di Linosa

### Territorio
Il comune comprende le isole di Lampedusa e Linosa e l'isolotto disabitato di Lampione. Comprende quindi l'area delle Isole Pelagie. Lampedusa e Lampione fanno parte della placca africana e si sono sollevate due milioni di anni fa, mentre Linosa è di origine vulcanica.  
Il paesaggio di Lampedusa annovera 3 ambienti:
- la steppa, che copre tutta la parte pianeggiante dell'isola.
- la prateria mediterranea, presente nei valloni più distanti dall'abitato.
- la gariga, in alcuni valloni e cale del versante nord.

Linosa:
- gli scasciati, zone rocciose coperte di macchia mediterranea.

L'isola di Lampedusa dista 113 km dall'Africa, 205 km dalla Sicilia (Porto Empedocle), 150 km dall'isola di Gozo (Malta) e da Pantelleria. Lampedusa e Linosa sono distanti 40 km una dall'altra, l'isola di Lampione invece è situata a 18 km dall'isola di Lampedusa e a 60 km dall'isola di Linosa. 

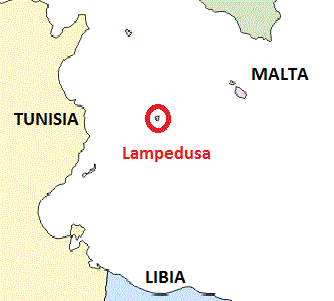
Posizione di Lampedusa

### Clima
Lampedusa e Linosa è il comune con il più basso valore di gradi giorno in Italia. Nel comune si trova la stazione meteorologica di Linosa.

## Storia

### Età contemporanea
La colonizzazione delle isole di Lampedusa e Linosa ebbe inizio nel 1843, per opera dei Borbone. Il comune di Lampedusa e Linosa nacque il 31 agosto 1875, con l'entrata in vigore del R.D. n. 2641 del 25 luglio 1875. Con tale decreto fu contestualmente soppressa l'Amministrazione delle isole di Lampedusa e Linosa (già sciolta nel 1873 e affidata a un commissario straordinario), ente che precedentemente governava l'arcipelago sempre nell'ambito della provincia di Agrigento (all'epoca Girgenti).
Negli ultimi anni, il comune è stato rivalutato da un punto di vista turistico, ma è stato più volte al centro della cronaca nazionale, a causa di forti flussi migratori in arrivo da Tunisia e Libia.

### Simboli

Gonfalone comunale

Lo stemma e il gonfalone di Lampedusa e Linosa sono stati concessi con decreto del presidente della Repubblica del 2 settembre 1988.
Il gonfalone è un drappo partito di giallo e di azzurro.

### Onorificenze
Il Comune è stato insignito della Medaglia d'oro al merito civile.

## Società

### Evoluzione demografica
Abitanti censiti

### Etnie e minoranze straniere
Al 1º gennaio 2023 la popolazione straniera residente era di 213 persone, pari al 3,38% dei residenti.

## Cultura

### Istruzione
Nel comune di Lampedusa e Linosa  è presente l'Istituto Omnicomprensivo "Luigi Pirandello" con sede a Lampedusa e con i seguenti plessi: 
- Scuola dell'Infanzia Lampedusa a Lampedusa
- Scuola dell'Infanzia sezione Linosa a Linosa
- Scuola Primaria "Giovanni Pascoli" a Lampedusa
- Scuola Primaria sezione di Linosa a Linosa
- Scuola Secondaria di primo grado "Luigi Pirandello" a Lampedusa con l'indirizzo musicale
- Scuola Secondaria di primo grado sezione di Linosa a Linosa con l'indirizzo musicale
- Istituto Istruzione Superiore "Ettore Majorana" a Lampedusa, che offre quale offerta formativa i corsi: Scientifico, Turismo, Accoglienza Turistica ed Enogastronomia.

### Cinema
- 2002 - Respiro, di Emanuele Crialese
- 2011 - Terraferma, di Emanuele Crialese
- 2015 - Quo vado?, di Gennaro Nunziante
- 2015 - Fuocoammare, di Gianfranco Rosi
- 2016 - Non c'è più religione, di Luca Mineiro

## Geografia antropica

### Contrade
Le principali contrade del capoluogo Lampedusa sono: Capo Ponente, Punta Parise, Sanguedolce, Albero Sole, Belvedere, Spiaggia dei Conigli, Aria Rossa, Cimitero Vecchio, S. Fratello, Cala Galera, Madonna di Porto Salvo, Cala Croce, Guitgia, Punta Guitgia, Cala Madonnina, Muro Vecchio, Cave, Taccio Vecchio, Punta Alamo, Terranova, Cala Calandra, Ex fortino, Sindaco, Punta Sottile, Punta Maccaferri, Cala Uccello, Cala Pisana, Cala Creta, Grecale, Cala Francese e Contrada Cala Francese (via nella quale si trova l'aeroporto).
La contrade maggiormente conosciute della frazione Linosa sono: Grecale, Fossa Cappellano, Faraglioni, Grotta del Greco, Bovi Marini, Biancarella, Ex Vedetta, Monte Bandiera e Monte Nero.

## Economia

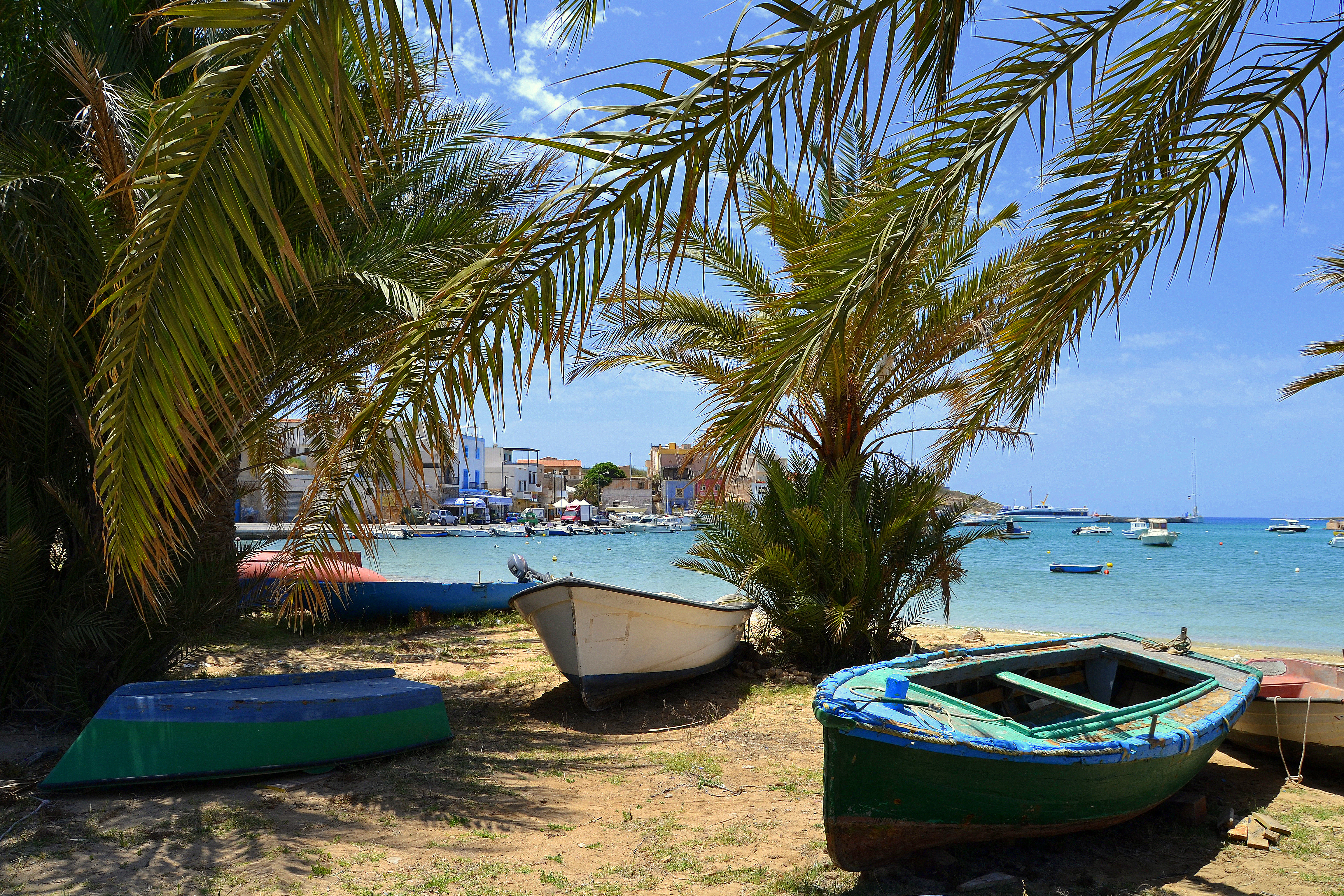
Imbarcazioni a Lampedusa

### Agricoltura
Il territorio comunale è in gran parte sottoposto ad agricoltura (capperi, legumi) e ha un vasto sviluppo costiero, con una gran quantità di grotte, cale e spiagge, la maggior parte incontaminata. Questo ha consentito lo sviluppo del settore del turismo.

### Commercio
Per un certo periodo, nella seconda metà dell'Ottocento, ha avuto una forte spinta il commercio grazie alla scoperta di banchi di spugne, che hanno richiamato commercianti da altri paesi del Mediterraneo; attività che per altro si è aggiunta a quella già fiorente della pesca del pesce azzurro.

## Infrastrutture e trasporti

### Porti
Ci sono collegamenti via traghetto e via aliscafo tra Linosa e Lampedusa e con Porto Empedocle (AG) vicino ad Agrigento.

### Aeroporti
Nell'isola di Lampedusa è presente dal 1968 un aeroporto dal quale si effettuano collegamenti stagionali nazionali.

### Sanità
Nell'isola non vi è un ospedale, ma un presidio sanitario con poliambulatorio, che coordina anche l'elisoccorso.

## Amministrazione
Di seguito è presentata una tabella relativa alle amministrazioni che si sono succedute in questo comune.
| Periodo          | Periodo          | Primo cittadino           | Partito                                                    | Carica  | Note   |
| ---------------- | ---------------- | ------------------------- | ---------------------------------------------------------- | ------- | ------ |
| 24 giugno 1988   | 16 giugno 1993   | Giovanni Fragapane        | Partito Comunista Italiano                                 | Sindaco | [ 10 ] |
| 23 novembre 1993 | 1º dicembre 1997 | Salvatore Martello        | Partito Democratico della Sinistra                         | Sindaco | [ 10 ] |
| 1º dicembre 1997 | 28 maggio 2002   | Salvatore Martello        | Partito Democratico della Sinistra Democratici di Sinistra | Sindaco | [ 10 ] |
| 28 maggio 2002   | 15 maggio 2007   | Sebastiano Bruno Siragusa | Forza Italia                                               | Sindaco | [ 10 ] |
| 15 maggio 2007   | 8 maggio 2012    | Bernardino De Rubeis      | Dino Sindaco (MpA)                                         | Sindaco | [ 10 ] |
| 8 maggio 2012    | 11 giugno 2017   | Giuseppina Maria Nicolini | Lista civica Per le Pelagie - Iniziamo il futuro (PD)      | Sindaco | [ 10 ] |
| 11 giugno 2017   | 12 giugno 2022   | Salvatore Martello        | Lista civica Susemuni                                      | Sindaco | [ 10 ] |
| 12 giugno 2022   | in carica        | Filippo Mannino           | Lista civica L'alternativa c'è                             | Sindaco | [ 10 ] |

### Altre informazioni amministrative
Il comune di Lampedusa e Linosa fa parte delle seguenti organizzazioni sovracomunali: regione agraria n. 8 (Isole di Lampedusa e Linosa).

### Gemellaggi
- We`a

## Sport

### Calcio
È presente una squadra di calcio, la Academy Lampedusa Calcio, che nella stagione 2024/25 milita nel girone B della Seconda Categoria siciliana.